# The Boys of the I.O.U.
The Boys of the I.O.U. è un cortometraggio muto del 1914 diretto da Wilfrid North e Wally Van.

## Produzione
Il film fu prodotto dalla Vitagraph Company of America.

## Distribuzione
Distribuito dalla General Film Company, il film - un cortometraggio in una bobina - uscì nelle sale cinematografiche statunitensi il 27 maggio 1914.